# Harzer Roller

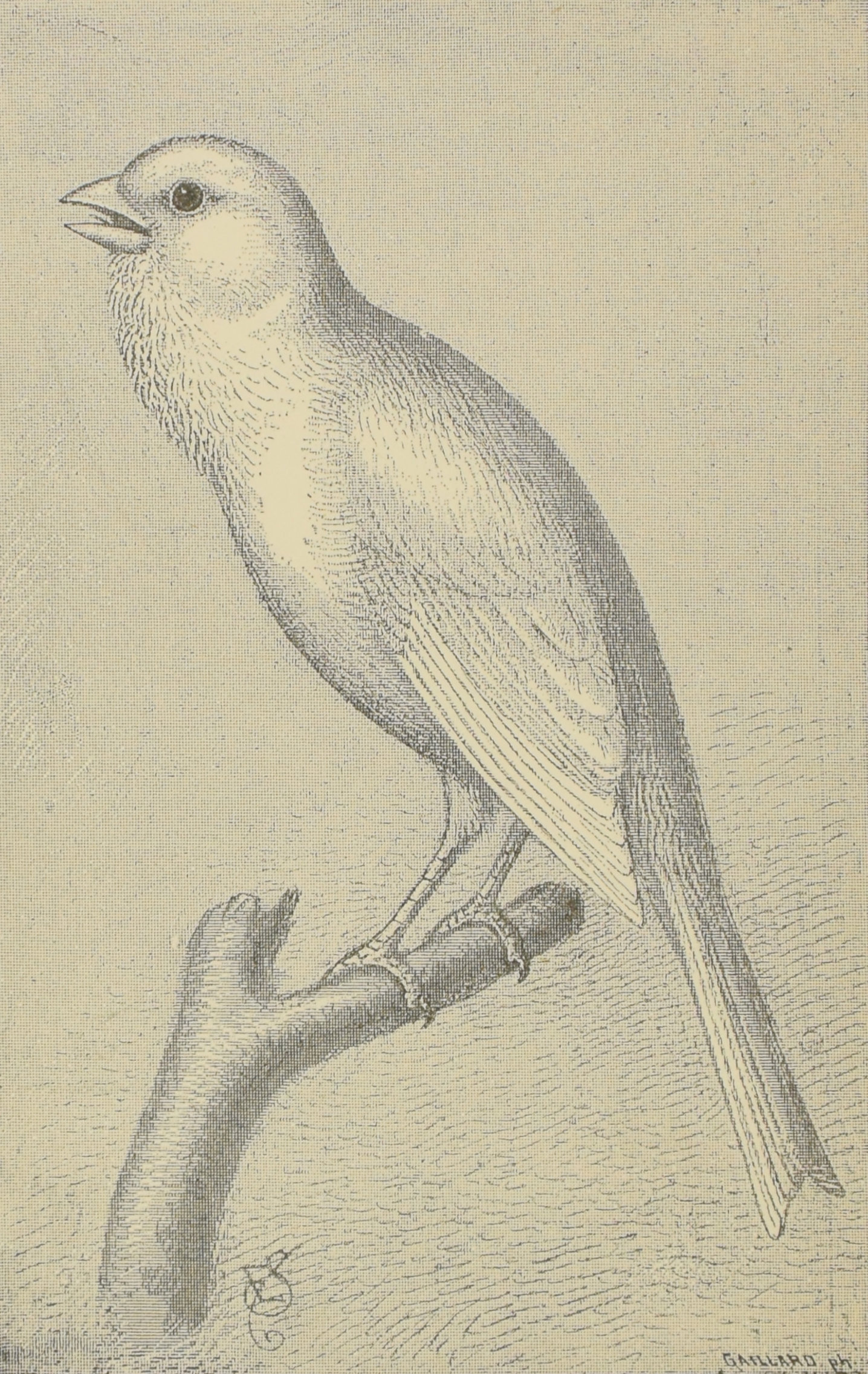
Zeichnung eines Harzer Rollers aus Canary birds – how to breed for profit or pleasure

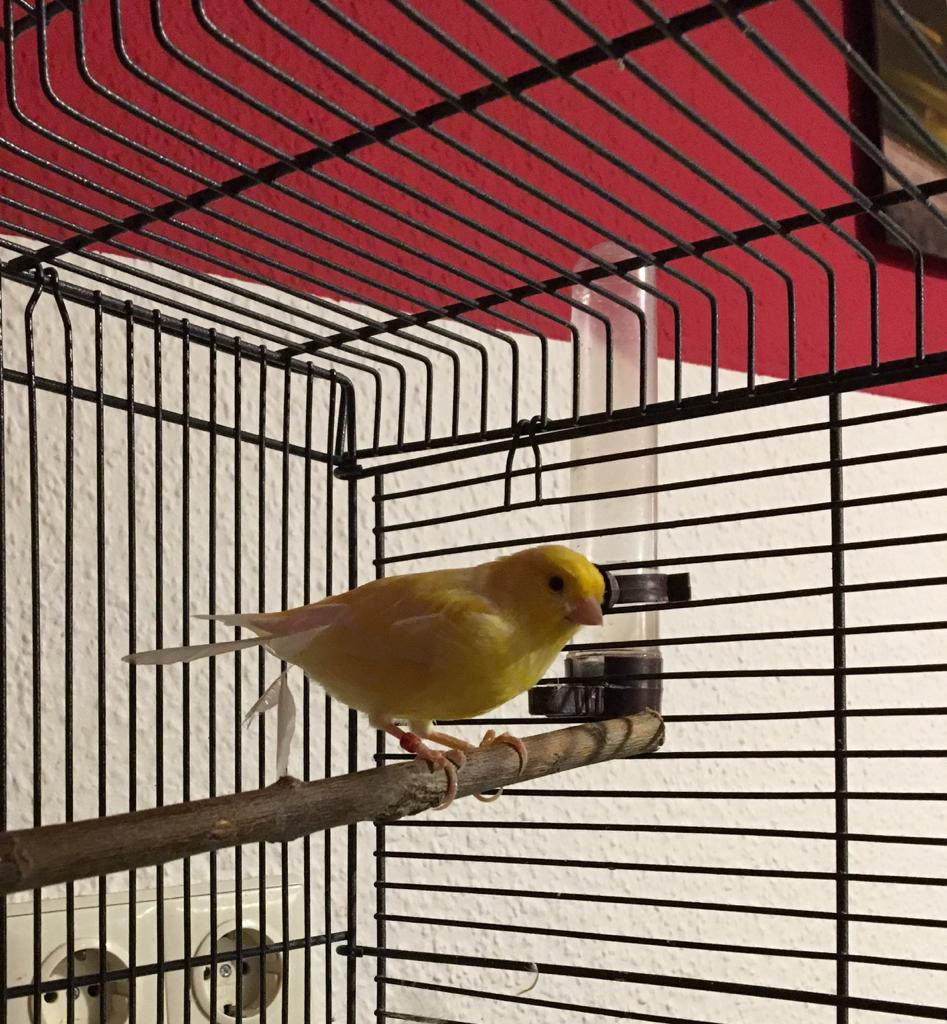
Ein Harzer Roller

Der Harzer Roller ([ˈhaʁʦɐ ˈʀɔlɐ]ⓘ), auch Harzvogel genannt, ist eine Rasse von Gesangskanarien. Der Name bezieht sich auf die Herkunft aus der Region Harz und die rollenden Gesangstouren dieser Tiere. Sie wurden vorrangig im Oberharz zwischen Lautenthal und Sankt Andreasberg gezüchtet. Mitte des 19. Jahrhunderts erlangte der Harzer Roller weltweite Bekanntheit.

## Beschreibung
Der Harzer Roller stammt von dem Kanarengirlitz ab, welcher von Madeira und den Azoren nach Europa eingeführt wurde. Bergleute aus Imst brachten den Kanarienvogel um 1730, auf der Suche nach Arbeit, als Haustier in den Oberharz. Der Kanariengirlitz hat grünlich gelbes und graues Gefieder, welches sich im Zuge der Domestizierung zum Harzer Roller zu blassem Gelb bis Goldgelb entwickelte. Bei neueren Züchtungen gibt es auch zimtrote, zimtbraune, orangegelbe, scheckige und getigerte Vögel.
Der Gesang des Harzer Rollers ist, wie beim Kanarengirlitz, von klarem Klang und besteht aus wechselnden Schlägen, Trillern und Rollern – woher der Harzer Roller schließlich auch seinen Namen erhalten hat. Der besondere Gesang, der diese Rasse zum „Exportschlager“ gemacht hat, muss erlernt werden. Die Harzer Roller können neben den gewöhnlichen Rollern weiter unterschieden werden in Hohlroller, Gluckervögel, Bass- und Klingelroller.

## Gesang
In geduldiger Zucht wurde diese Rasse dazu gebracht, sehr angenehm melodisch, abwechslungsreich und mit scheinbar geschlossenem Schnabel zu singen. Das Lied eines Harzer Rollers besteht in der Hauptsache aus vier Strophen (Touren): Hohlrolle, Knorre, Pfeife und Hohlklingel. Die Hohlrolle ist das wichtigste Element. Dabei singt der Vogel ein „r“ rollend in Verbindung mit den Vokalen „ü“, „o“ oder „u“, was dann z. B. wie „rururu“ klingt. Zur Knorre geht der Sänger in den Bass. Besonders geschätzt wird hier ein tiefes „krruruurru“. Die Hohlklingel entsteht durch ein „l“ in Verbindung mit den Vokalen. Der Vogel singt „lülülü“ oder „lololo“ bis zum tiefen „lululu“ in leicht abgesetzter Form. Bei der Pfeife gibt es deutlich abgesetzte weiche Einzeltöne, in Verbindung mit dem „d“, was sich anhört wie „du“ oder „dou“, oft am Ende eines Konzertes. Benutzt der Vogel bei seinem Lied ein „li“, so nennt man das eine Klingel oder als „ri“ eine Klingelrolle. Es gibt auch sogenannte Nebentouren: Glucke, Schockel und Wassertour.

## Wirtschaftliche Bedeutung

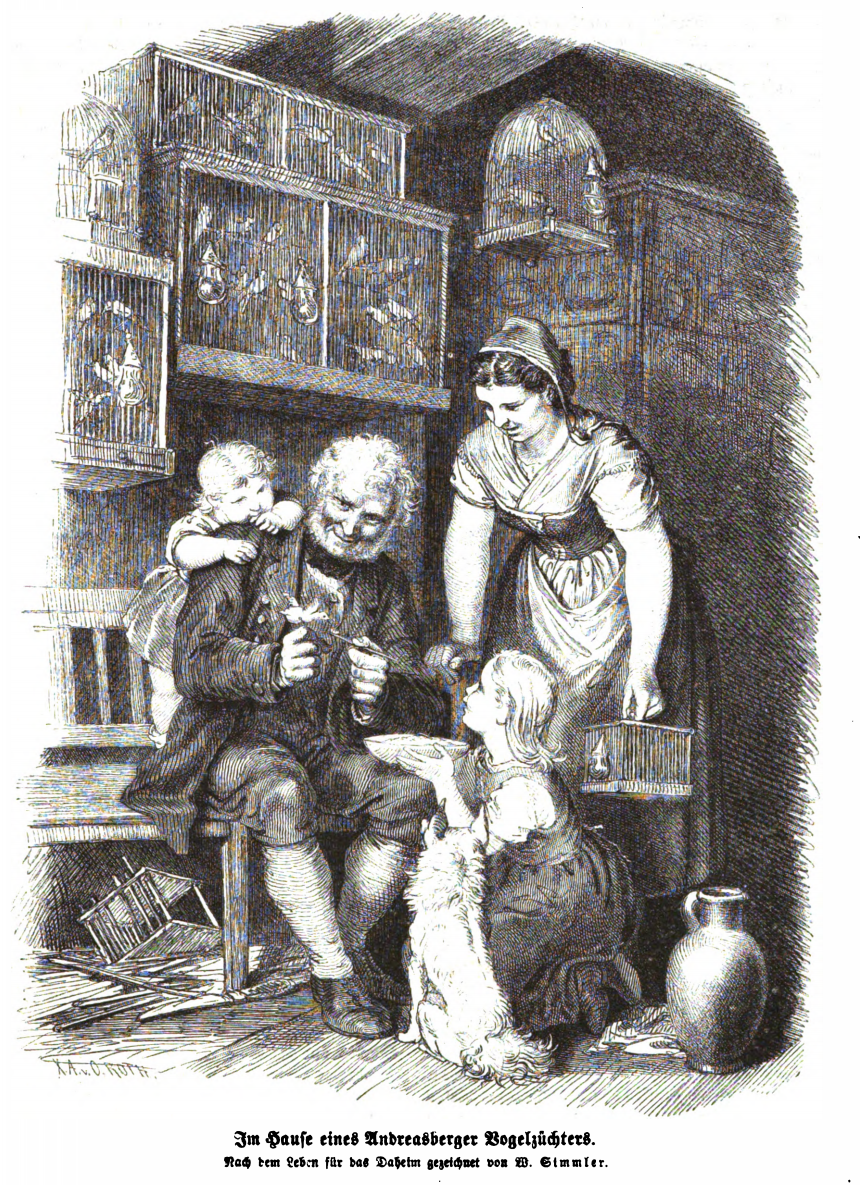
„Im Hause eines Andreasberger Vogelzüchters. Nach dem Leben für das Daheim gezeichnet von Wilhelm Simmler.“

Besonders für Berg- und Hüttenleute sowie Waldarbeiter bedeutete die Zucht der beliebten Singvögel, sowie auch die Herstellung der Versandkäfige, einen wichtigen Nebenerwerb. Einer Preisliste von 1888 kann man entnehmen, dass ein Hahn dieser begehrten Vögel zwischen 15,- und 24,- Mark kostete, während eine Henne für 1,50 Mark angeboten wurde. In einer weiteren Preisliste des Zuchtbetriebes C. Lange aus Sankt Andreasberg, vom Anfang des 20. Jahrhunderts, wird ein Gesangskanar mit 12,- (Hahn 7. Klasse) bis 31,- Mark (Hahn 1. Klasse) gelistet, eine Zuchthenne mit 2,50 Mark. Bei einem Bergmannslohn in Höhe von 2 Mark pro 10-Stunden-Schicht hatte dieser Nebenerwerb eine hohe Bedeutung.

Verschiedene Werbeanzeigen für Harzer Roller von 1898
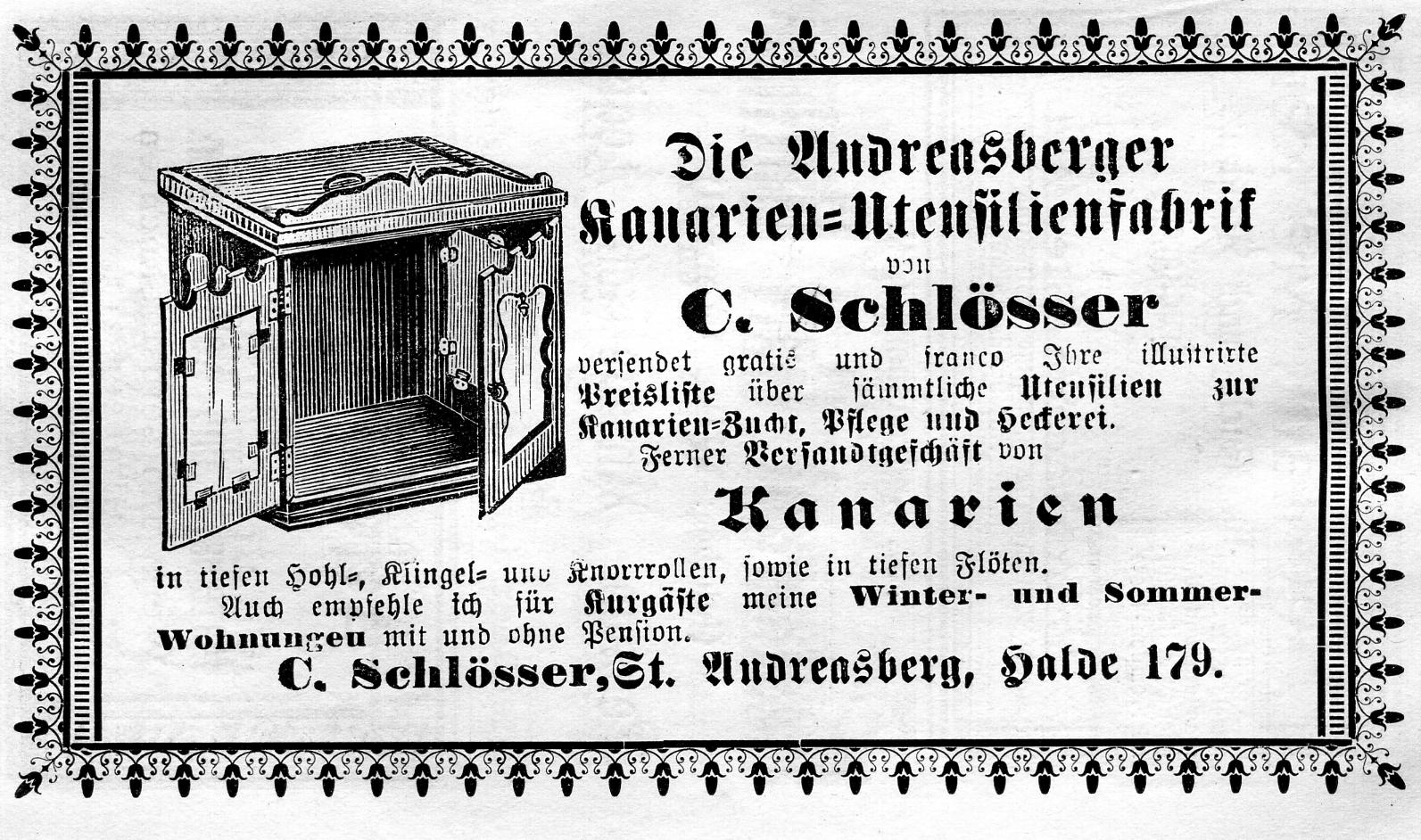
Kanarien-Utensilienfabrik C. Schlösser
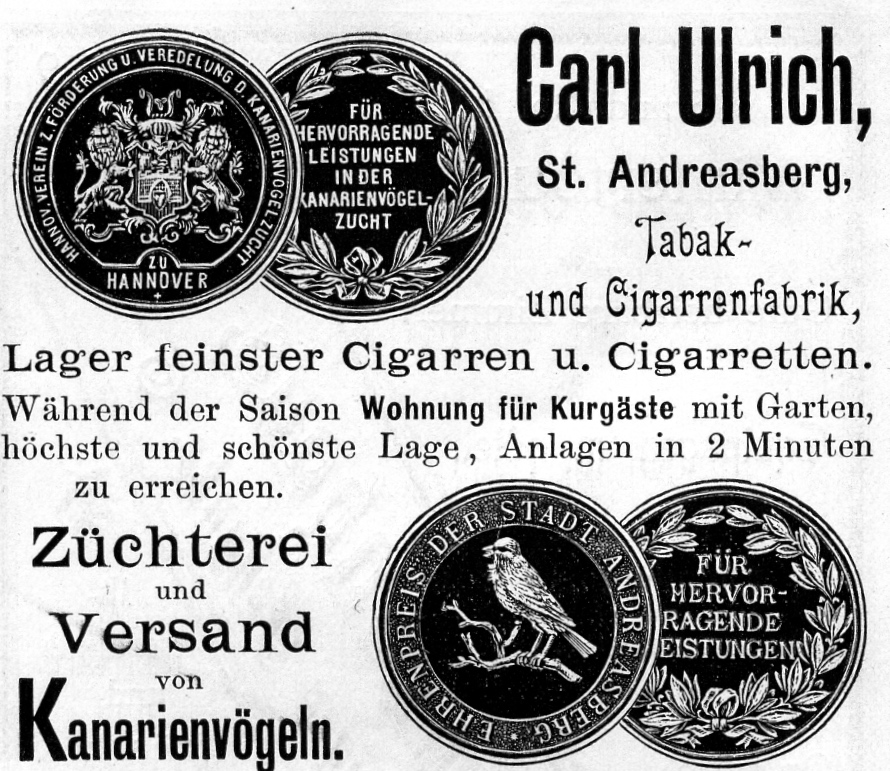
Tabak- und Cigarrenfabrik C. Ulrich
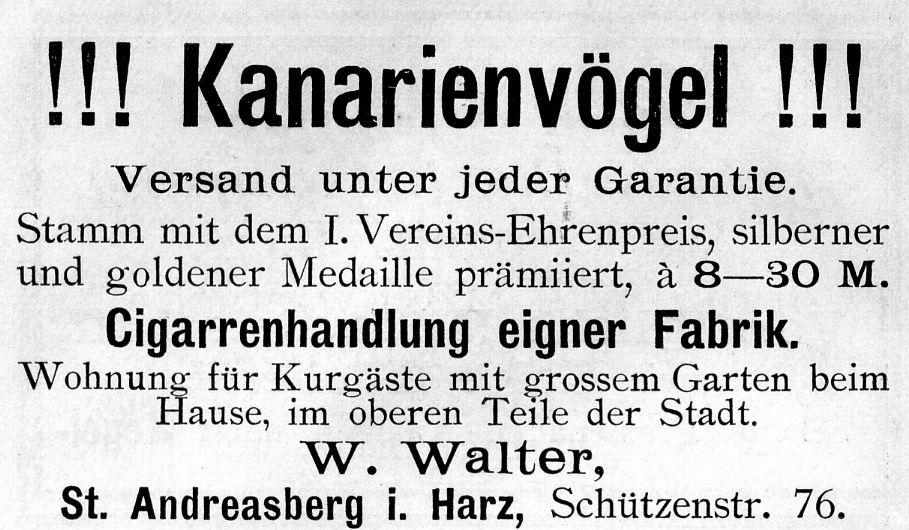
Kanarienvögel von W. Walter
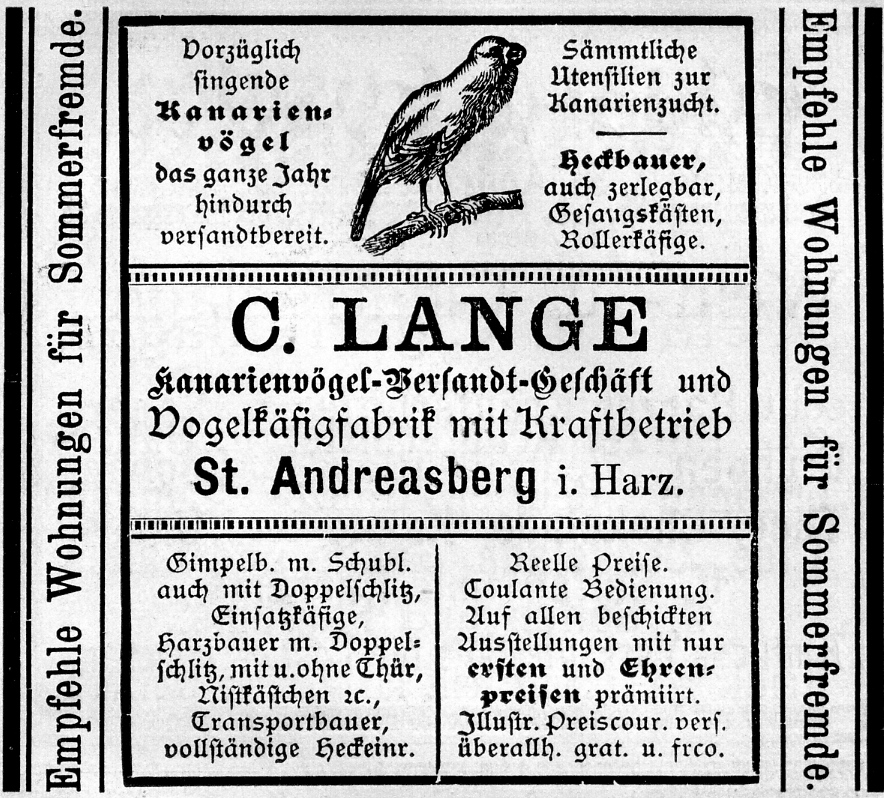
Kanarienvögel-Versandt-Geschäft C. Lange
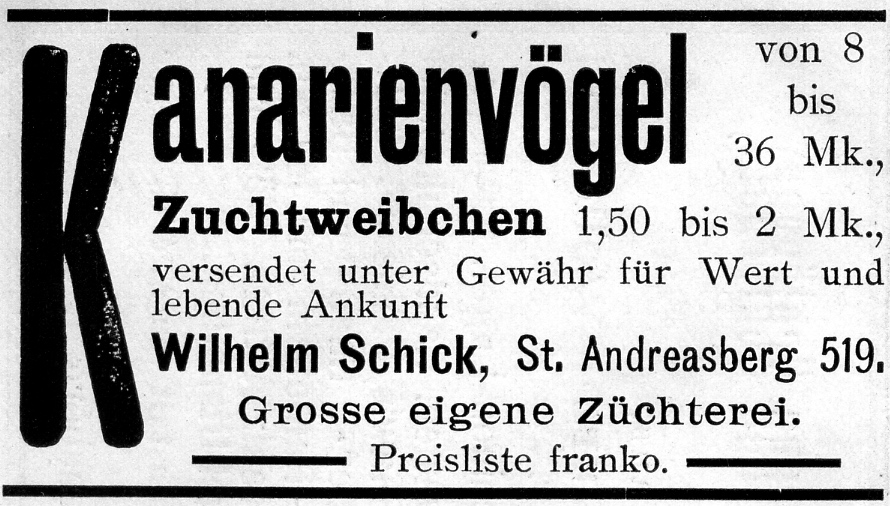
Kanarienzüchterei Wilhelm Schick

Die Nachfrage nach diesen Tieren war nicht nur auf Deutschland begrenzt. So führte unter anderem der Großhändler C. Reiche in den Jahren 1882–1883 große Mengen dieser Singvögel in alle Welt aus, darunter 122.000 nach New York, 10.550 nach Südamerika, 5.600 nach Australien, 3000 nach Südafrika, 12.000 innerhalb von Deutschland und 30.000 ins europäische Ausland. Zeitweise wurden pro Jahr 25.000 dieser Vögel verschickt und zu Hochzeiten verschenkt. Es gab rund 350 Züchter allein in Sankt Andreasberg.
Die Vögel wurden in kleinen Transportkäfigen, dem Harzbauer oder Vuchelheisle, zu Dutzenden auf einem Reff, eingeschlagen in einem Leinentuch, von Kiepenfrauen zu ihren Umschlagplätzen transportiert, von wo aus sie weiter verschickt wurden. Auf einem Reff konnte eine Kiepenfrau 189 Harzbauer mit je einem Vogel transportieren.

Verschiedene Transportbehältnisse
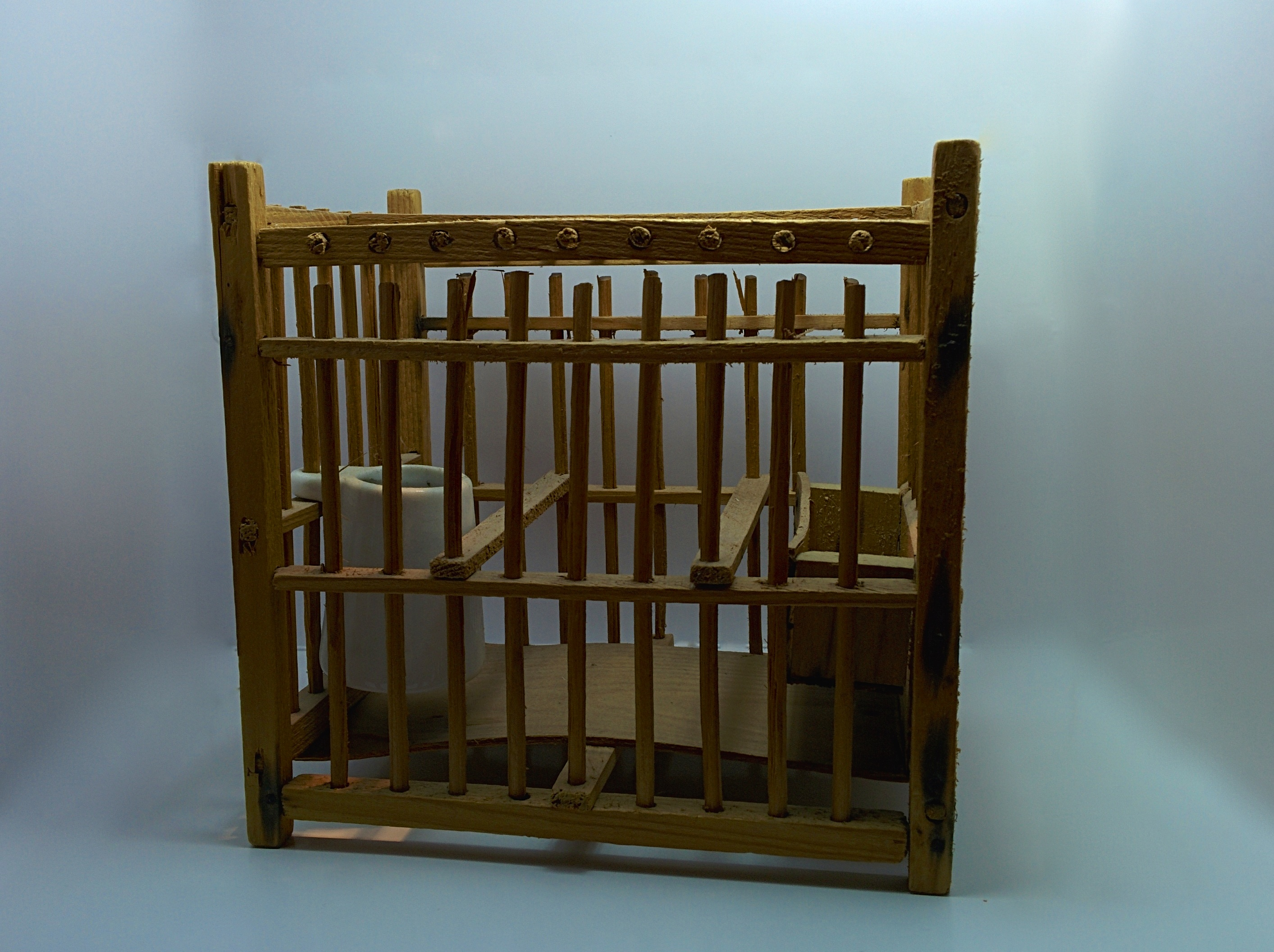
Harzbauer, wie er im 18. und 19. Jh. für den Transport genutzt wurde
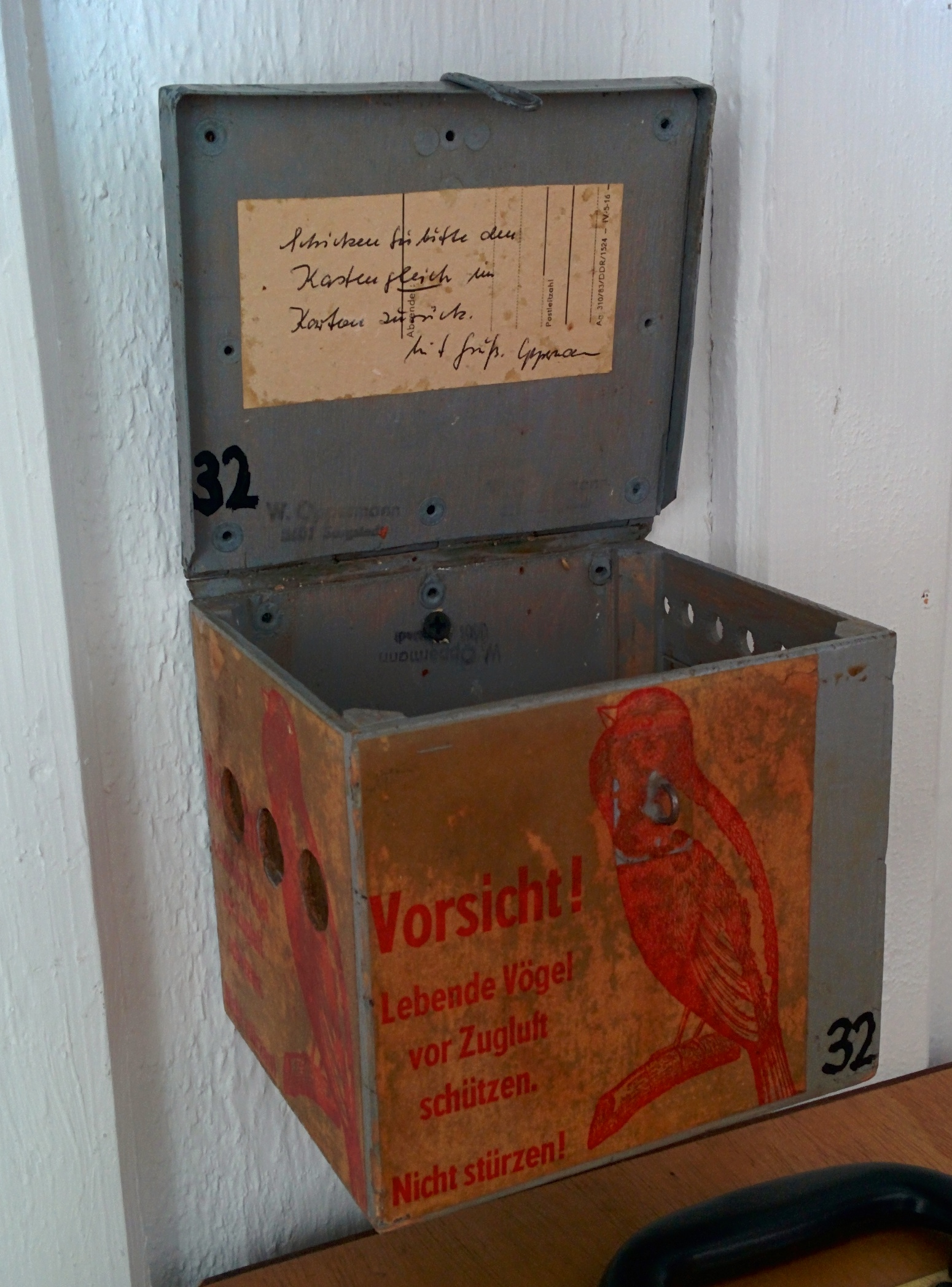
Transportbox für lebende Vögel
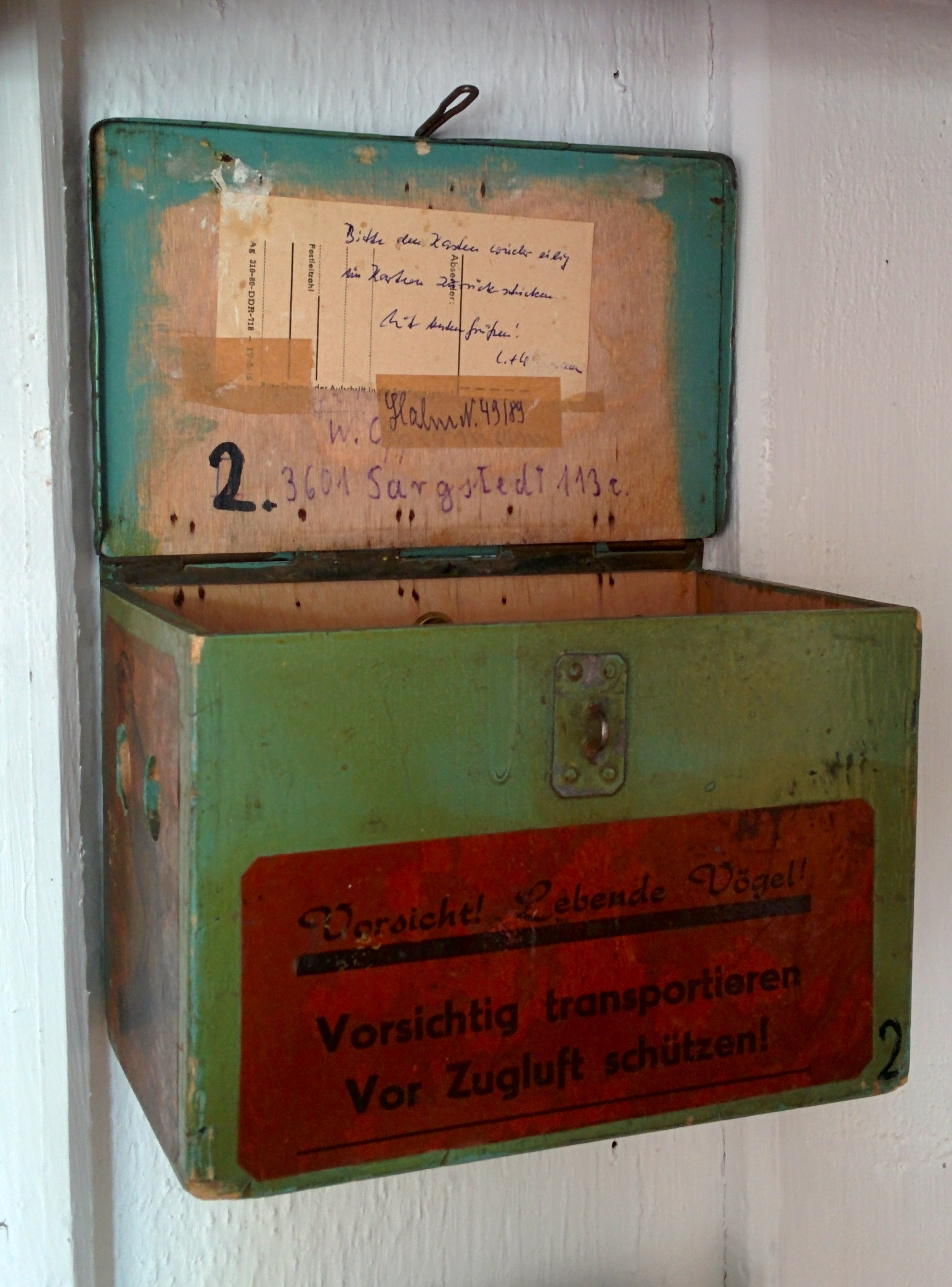
Transportbox für lebende Vögel
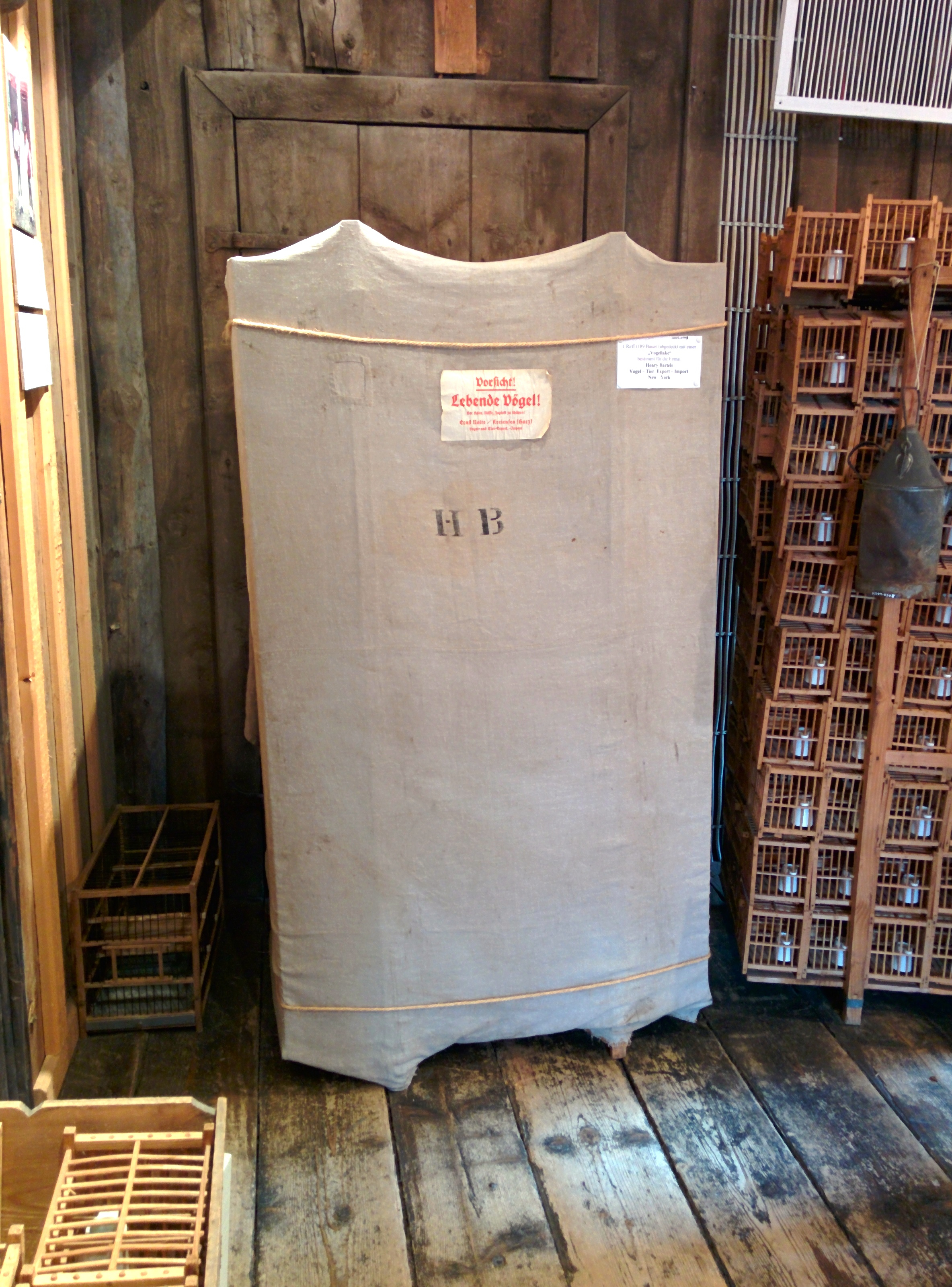
Reff mit 189 in Leinentuch eingeschlagenen Harzbauern
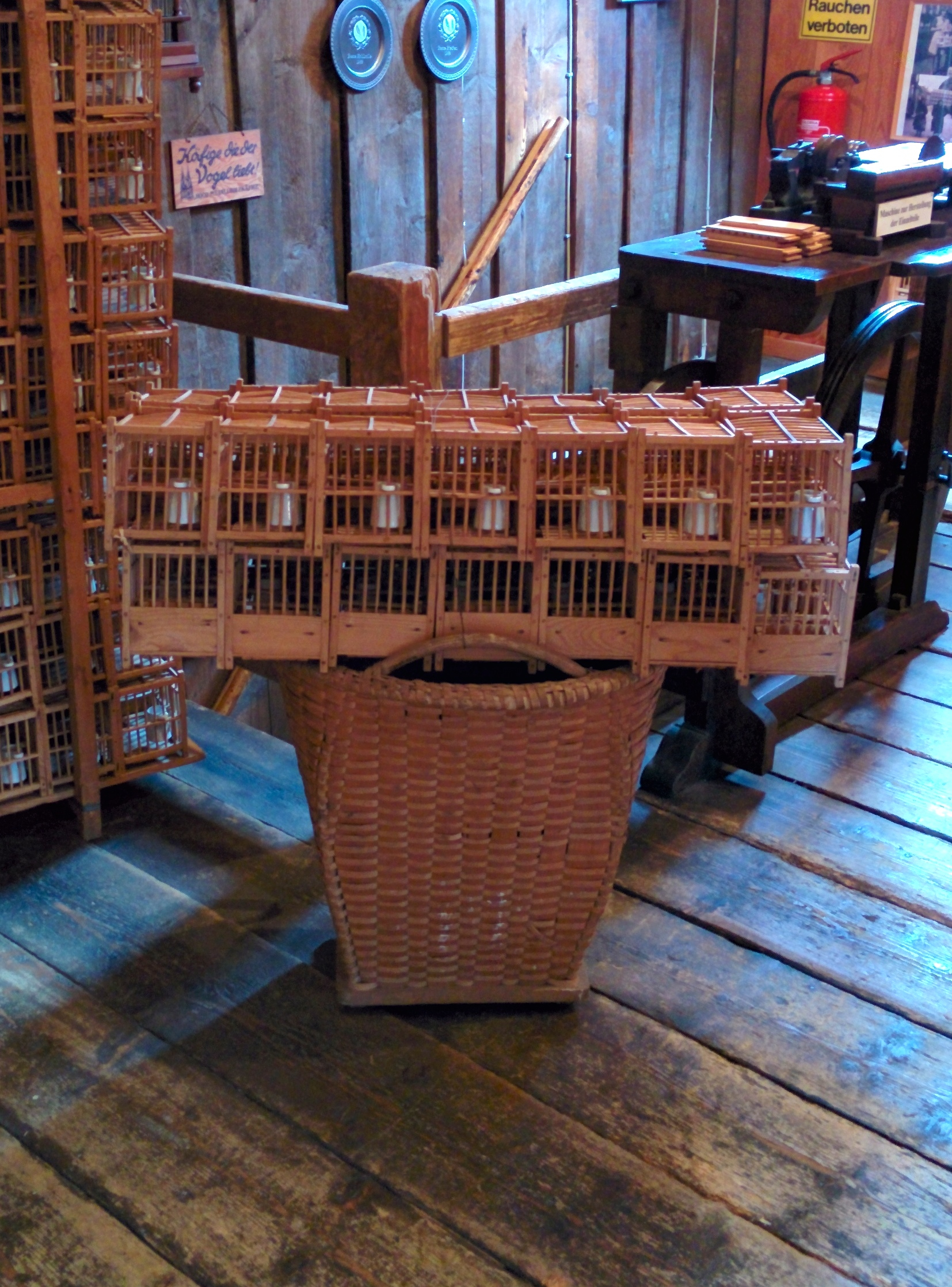
Kiepe mit Harzbauern

## Vögel als Warneinrichtung im Bergwerk
Die Vögel wurden früher im Bergbau als Warneinrichtung vor sogenannten „matten Wettern“, also zur Warnung vor Giftgasen wie Kohlenmonoxid und geringem Sauerstoffanteil in der Umgebungsluft, verwendet. Der Kanarienvogel eignet sich hierfür besonders gut, da er im Gegensatz zu Tauben und Mäusen bereits sehr schnell auf Kohlenmonoxid reagiert. Während eine Maus erst nach bis zu 70 min. eine sichtbare Reaktion auf eine Kohlenmonoxidkonzentration von 0,77 % in der Luft zeigt, fällt der Kanarienvogel bereits nach 2,5 min. bei einer Konzentration von 0,29 % von der Stange. Aus diesem Grund kamen Kanarienvögel nicht nur im Regelbetrieb, sondern besonders auch zum Schutz von Rettungstrupps bei Unglücken zum Einsatz.
Für den Verkauf eigneten sich die Hennen weniger, da nur die Hähne als Teil ihres Balzverhaltens den beliebten Gesang anstimmen. Da auch nur wenige Hennen für die Zucht benötigt wurden, konnten die übrigen, neben den zu diesem Zweck gefangenen Wildvögeln, als Warneinrichtung im Bergwerk verwendet werden.

## Trivia
Seit 2001 gibt es im Gaipel der Grube Samson in Sankt Andreasberg das Harzer-Roller-Kanarien-Museum. Es zeigt die Geschichte der Kanarienvögel, speziell des Harzer Rollers. Neben diversen Exponaten zu Zucht, Haltung und Transport der Vögel können auch lebende Tiere und eine Vogelhaus-Werkstatt besichtigt werden.